# 銀の墓守り
『銀の墓守り』（ぎんのガーディアン、中: 银之守墓人、英: The Silver Guardian）は、零盟によるウェブコミック。脚本は閔尋、作画は月餅と孟煥が担当。中国の『テンセントアニメ』（テンセント）にて連載中。

## 登場人物

### 主要人物
陸水銀（リク スイギン）
声 - 福山潤、松本沙羅（少年）
本作の主人公。私立真陵学園に通う苦学生。生計を立てるためバイトをしているが、その際もパソコンを電源に繋いでいるほどのゲーマー。
ダンジョン・センチュリーのアバターは「銀（ギン）」で、フルヘルメット以外は下着姿という最低ランクの装備で敵を倒している伝説の無課金マイスター。
バイト近くの女子寮にいた陸怜とははち合わせる形で遭遇し、後にダンジョン・センチュリーで仲良くなった「怜」と同一人物であることを知り、一方的な方想いとなる。その後、怜が自分のアバターの正体を知っていたことを告白され一気に親しい関係になるが、同日に死去した陸遊七から彼女を守るように遺言を託される。しかし、シリコンと名乗る男に「グレイヴバスターで待つ」と彼女ごとどこかに転移する形で誘拐され、同じく遊七から託された「シーベイ」からグレイヴバスター内に入り込んでいく。
怜の父である陸遊七の孫であるのだが、幼いころの記憶しかなく、彼の告別式の映像を見て関係性をおぼろげに思い出す。これについてはグレイヴバスター内で試練と称した施しで封印が解除され祖父と確証を得るに至る。
レイヴンマフラー
マフラー状の盗具。7つの宝珠/スキルを使うことができるが、1回につき1つの宝珠しか選べない。
ファーストブラッド
アームドスキル。ステージで最初に死んだプレイヤーの技を使うことができる。
レイヴンブレード
刀のアームドスキル。鋭い刃と共に力とスピードと力を3倍に上げる。診療武装であり刀が折れると高濃度酸素を発する。
冥王星
身体のある部分を強化できる紫色の宝珠。右目が紫色に光り目の前にいるプレイヤーのスキルや欲しい情報を表示させ、影を爆発させ一瞬であらゆる方向に加速させることができる。
ブラッディアーマー
アスランから譲り受けた盗具。HPを増大させる装備で、スキル発動時に自分のHPがステージ内の全てのプレイヤーのHPの合計値と同じになる。
陸怜（リクレイ）
声 - 斉藤佑圭
本作のヒロイン。陸遊七の娘である令嬢。
ダンジョン・センチュリーのアバターは「怜（レイ）」。プレイ中に「銀」に出会いパートナーとなり、水銀とは知らずに恋愛感情に近い感情を抱く。ダンジョン・センチュリーサービス終了から翌日の朝にであった水銀に、自分のパートナーが彼だったことを感謝し、新ゲームでまた一緒に遊ぼうと約束を取り付ける。
華羚（ファリン）
声 - 西田望見
本作のもう一人のヒロイン。ゴールドハンターズのメンバー。大剣を武器にする。物語中盤以降、陸怜救出のために水銀に力を貸すため彼とチームを組む。水銀と行動を共にするうちに次第に惹かれていく。実際にリアルでも顔見知りとなっている。

### その他
ワンチョイ
声 - 松本沙羅
水銀のパートナーの猫。基本的に水銀につきっきりで行動を共にしている。後に怜から首飾りをつけてもらった。
ツインスター（双子星） / シン&ウェイ
声 - 小清水亜美
水銀のガイドを名乗る女性。現実世界で水銀をグレイヴバスターに誘う。豊満な女性の姿だが、猫のような2匹の丸い獣の姿になることができ、2匹でツインスターと名乗る。
ジョスティア（肖斯塔亚）
声 - 浅倉杏美
隠しステージの番人。水銀を若様と呼び水銀の記憶の封印を解く。
フィービー（菲比）
声 - 水樹奈々
ゴールドハンターズのメンバー。カードを操り百足のようなモンスターを使役する。
エーユー
声 - 平川大輔
ゴールドハンターズのメンバー。ライフル・大砲に変形する四又杖を武器にする。
ワイルドウルフ
声 - 浪川大輔
ゴールドハンターズのリーダー。刺した相手から金を奪う剣を武器にする。
ランショウ（蓝绍）
声 - 鈴木裕斗
水銀のイケメンの友人。やや詩的にものを語る。
マキ
声 - 後藤邑子
リクレイの女子寮で同室の女生徒。
陸遊七（リク ユウキ）
声 - 菅生隆之
ダンジョン・センチュリーを開発した天才ゲームデザイナーである、G.G.T.G（ゴッドグレイブテックカンパニー）の副社長。陸怜の義父で、水銀の祖父。グレイブ・バスターのサービス開始の前に、ダンジョンセンチュリー稼働最終日、「墓荒らし」を名乗る何者かに殺害される、死後、遺産として専用端末「シーベイ」と100億円を水銀に贈与し、録音していた遺言で怜の事を託す。墓守と呼ばれており、現実世界で死亡する前にグレイヴバスターに自分の残存意識を転写、同じくログインしてきた水銀と再会する。
エル（L）
声 - 明坂聡美
表向きはG.G.T.Gの社員だが、プレシャスのメンバー。遊七を殺害する。
リング（林古）
声 - 宮本充
G.G.T.Gの社長。プレシャスのメンバー。
ダークタイガー
声 - 山野井仁
プレシャスの盟主。
バシダ（玛仕达）
声 - 鳥海浩輔
プレシャス幹部。
藍田玉
声 - 保志総一朗
プレシャス幹部。
テムジン（铁墓真）
声 - 谷昌樹
トーテムズのリーダー。陸怜を監禁する。
シリコン
声 - 古開清人
トーテムズのメンバー。
コシリコ
声 - 後藤邑子
トーテムズのメンバー。陸怜を監視する。
リトレット
声 - 景山梨彩
トーテムズのメンバー。
藍田玉（らんでんぎょく）
声 - 保志総一朗
第2期登場。シルバーバックのリーダーでプレシャスのVIPプレイヤー。ビリオンプレイヤーに届く実力を持つがローンスター球の称号をまだ持たない。
パープル/北風（きたかぜ）
声 - 鈴木裕斗
第2期登場。トーテムズの幹部。北風はコードネーム。医師の称号を持つ。
四角い鳥
声 - 柚木尚子
第2期登場。北風と共にいる黒い鳥。
西風
声 - 阿澄佳奈
第2期登場。トーテムズのメンバー。テムジンの思惑で水銀に会わせる。
ジョウケイ
声 - 宮本淳
第2期登場。トーテムズのメンバー。
ベッグ
声 - 宇垣秀成
第2期登場。トーテムズのメンバー。
ノンテッド
声 - 江口拓也
第2期登場。トーテムズのメンバー。
タケシ
声 - 潘めぐみ
武闘大会に乱入した少年。手に持つ本をカメラの様に使うことで攻撃力に転化できるが、使った分記憶が消去される。
ミカン
声 - 松本沙羅
タケシの姉。病気を患っている。
陸伯
声 - 金尾哲夫
老龍（ラオロン）
声 - 廣田行生
武闘大会マッチメーカー。ヒゲぴよのような姿をしている。
若龍
声 - 奈良徹
武闘大会解説役。老龍同様、ヒヨコのような姿をしている。
マンモスバイキング
声 - 佐々木啓夫
タケシが武闘大会乱入時に挑んだ対戦相手。
コレクター
声 - 福原かつみ
ダンジョン・センチュリーのサービス終了直前に現れた謎のモンスター。欲望のままに建物を破壊し、ユーザーから装備を全て奪い消しさっていく。
コレクター
声 - 斉藤佑圭
ミリオンプレイヤー。5人しかいないという超課金のビリオンプレイヤー。墓荒らし殺しを名乗り、プレシャスと対立関係にある。
ティターン
声 - 逢坂良太
第2期登場。リクと共に初心者教程を受けた新人プレイヤー。バーチャル格闘ゲームの無敗のチャンピオン。
シャア
声 - 鈴木裕斗
第2期登場。リクと共に初心者教程を受けた新人プレイヤー。
アスラン
声 - 坂詰貴之
第2期登場。ステージ18ボス。モスキートレギオンを使役する。水銀を選ばれし者として鍵を渡し、試練を与える。

## 用語
ダンジョン・センチュリー
G.G.T.Gが提供するMMORPG。SDキャラがミニマムな世界観で繰り広げる内容。稼働から長く運営されていたが新ゲーム導入に伴い、1週間をめどにサービス終了する。こちらで得られたアイテムや通貨類はグレイヴバスターにコンバート可能となっており、ユーザーの誘導を促している。
サービス最終日のパレードを突如何者かが大破壊するという事態になり、水銀と怜も巻き添えを食らう形となった。
グレイヴバスター
G.G.T.Gの新作ネットゲーム。墓荒らしとなり財宝をめぐる冒険という内容で、専用端末「シーベイ」を使用する。財力が力をモットーに、課金を行うとパワーアップするシステムを採用。また、財宝を換金することができる。逆に所持金を全て失うと強制的にログアウトされる。
墓守とプレシャスが絡む重大な何かが隠されており、現実空間にアバターが実体として現れることもある。逆に現実空間から肉体ごと転移することもできる。
プレシャス
ダークタイガーを首領とする謎の組織で、G.G.T.Gにも何人かのメンバーが潜んでいる。墓守と呼ばれるメンバーから何かを奪取することを目的とし、その一員である怜の両親や陸遊七の殺害を実行する。

## アニメ
日本では2017年4月1日から6月までTOKYO MXにて毎週土曜 21時 - 21時30分のハオライナーズ枠にて第1期が放送。日本版第8話（中国版第7話）後半から日本版第10話（中国版第9話）まで、日本版と中国版で異なるストーリーに分岐している。
2018年1月より第2期『銀の墓守りII』を30分枠で放送。ナレーションは菅生隆之。全6話。

### スタッフ
- 原作 - 零盟工作室（灰仔、閔㝵）
- プロデューサー・総監督（第2期） - 李豪凌
- 監督 - 大倉雅彦（第1期）、安藤健（第2期）
- シリーズ構成（第1期） - きむらひでふみ、大倉雅彦
- キャラクターデザイン - 津幡佳明、丹羽恭利（第1期・ダンジョンセンチュリーパート）
- 美術監督 - 池田繁美・丸山由紀子（アトリエ・ムサ、第1期）、朝見知弥（第2期）
- 色彩設定 - 辻田邦夫
- 撮影監督 - 野口龍生
- 編集 - 肥田文（第1期）、小野寺佳子（第2期）
- 音楽 - 関美奈子
- 音響監督 - 高桑一
- 音響制作 - デルファイサウンド
- 録音スタジオ - スリーエススタジオ
- アニメーションプロデューサー - 高橋亜希（第1期）
- 制作プロデューサー - 𠮷田昇央（第2期）
- アニメーション制作 - 絵梦、BLADE（第2期[3]）
- 製作 - 銀の墓守り製作委員会

### 主題歌
オープニングテーマ「マモリツナグ」
作詞・作曲 - 湊貴大 / 編曲 ｰ 齋藤真也 / 歌 - 暁月凛
中国語版オープニングテーマ「与我同行」
作詞 - 張匯泉 / 作曲・編曲 - 銭襄、沈輯 / コーラス - 張恋歌 / 歌 - 魚椒塩
第1期エンディングテーマ「The Game（中: 不氪不爱）」
作詞 - 張匯泉 / 作曲・編曲 - 銭襄、沈輯 / 歌 - RiyO
中国版は第2期も同曲を使用。
第2期エンディングテーマ「君 君 君」
作詞・作曲 - 安楽謙一（CWF）、幕須介人、KIKI、Ryo Ito / 歌 - クラスメート

### 各話リスト
| 話数   | 話数     | サブタイトル               | サブタイトル               | 脚本              | 絵コンテ           | 演出     | 作画監督                                | 総作画監督 |
| 日本   | 中国     | 日本                       | 中国                       | 脚本              | 絵コンテ           | 演出     | 作画監督                                | 総作画監督 |
| 第1期  | 第1期    | 第1期                      | 第1期                      | 第1期             | 第1期              | 第1期    | 第1期                                   | 第1期      |
| ------ | -------- | -------------------------- | -------------------------- | ----------------- | ------------------ | -------- | --------------------------------------- | ---------- |
| 第1話  | 1号关卡  | 水銀、陸怜と出会う！       | 被游戏牵绊的命运           | きむらひでふみ    | 大倉雅彦           | 安藤健   | 中屋了、丹羽恭利                        | 津幡佳明   |
| 第2話  | 1号关卡  | 水銀、陸怜と近づく！       | 被游戏牵绊的命运           | きむらひでふみ    | 大倉雅彦           | 安藤健   | 中屋了、丹羽恭利                        | 津幡佳明   |
| 第3話  | 2号关卡  | 水銀、終末を憂える！       | 最后的时光                 | 神山修一          | 山内重保           | 高林久弥 | 金濟亨、丹羽恭利                        | 津幡佳明   |
| 第4話  | 3号关卡  | 水銀、敗北を喫する！       | 停服前的杀戮之夜           | 神山修一          | 山内重保           | 高林久弥 | 金濟亨、丹羽恭利                        | 津幡佳明   |
| 第5話  | 4号关卡  | 水銀、遺産を相続する！     | 遗留下的讯息               | 神山修一 千明孝一 | 窪岡俊之           | 菱川直樹 | 鈴木奈都子、永田正美                    | 津幡佳明   |
| 第6話  | 5号关卡  | 水銀、陸怜に誓う！         | 初入盗墓者游戏             | 神山修一 千明孝一 | 窪岡俊之           | 菱川直樹 | 永田正美                                | 津幡佳明   |
| 第7話  | 6号关卡  | 水銀、祖父と邂逅する！     | 最后的守墓人               | 千明孝一          | 大倉雅彦           | 野亦則行 | 鈴木光、保村成 宇良隆太、大久保政雄     | 津幡佳明   |
| 第8話  | 7号关卡  | 水銀、最後の墓守りとなる！ | 首战告捷                   | 千明孝一          | 大倉雅彦           | 野亦則行 | 鈴木光、大久保政雄                      | 津幡佳明   |
| -      | 8号关卡  | -                          | 猎金盗团                   | -                 | 周帆 李豪凌        | -        | 翔子、容洪                              | -          |
| -      | 9号关卡  | -                          | 伙伴的价值                 | -                 | 周帆 李豪凌        | -        | 翔子、容洪                              | -          |
| 第9話  | -        | 水銀、盗掘ゲームを学ぶ！   | -                          | 神山修一          | 木村延景           | 関田修   | 南伸一郎                                | 丹羽恭利   |
| 第10話 | -        | 水銀、再び起つ！           | -                          | 神山修一          | 木村延景           | 関田修   | 相坂ナオキ                              | 丹羽恭利   |
| 第11話 | 10号关卡 | 水銀、タケシと出会う！     | 回忆所赋予的力量           | 川瀬敏文          | 萩原露光           | 萩原露光 | 吉岡敏幸                                | 津幡佳明   |
| 第12話 | 11号关卡 | 水銀、新たなる旅立ち！     | 双子星真实形态登场         | 川瀬敏文          | 萩原露光           | 萩原露光 | 吉岡敏幸                                | 津幡佳明   |
| 第2期  |          |                            |                            |                   |                    |          |                                         |            |
| 第1話  | 12号关卡 | 教程所の3人                | 玩了这么久，先做个新手任务 | 李豪凌            | 李豪凌 安藤健      | 菱川直樹 | 岡野幸男、萩原正人 谷川亮介             | 津幡佳明   |
| 第1話  | 13号关卡 | リンの正体                 | 华羚...导师！？            | 李豪凌            | 李豪凌 安藤健      | 菱川直樹 | 鈴木奈都子、浪上悠里 市川敬三、谷川亮介 | 津幡佳明   |
| 第2話  | 14号关卡 | ティターンの暴走           | 打的就是你这中二！         | 李豪凌            | 李豪凌 安藤健      | 浅見松雄 | 飯飼一幸、永田正美                      | 津幡佳明   |
| 第2話  | 15号关卡 | 困惑の水銀                 | 我今天也做回风一样的男子   | 李豪凌            | 李豪凌 周帆 安藤健 | 浅見松雄 | 南伸一郎、森悦史 森田実                 | 津幡佳明   |
| 第3話  | 16号关卡 | はじめての仲間             | 1300元一顿饭，小意思好吗！ | 李豪凌            | 李豪凌 安藤健      | 深瀬重   | 小島絵美、谷川亮介 浪上悠里             | 津幡佳明   |
| 第3話  | 17号关卡 | 攻略の開始                 | 吃饱开始干活打怪！         | 李豪凌            | 李豪凌 安藤健      | 深瀬重   | 本多みゆき、萩原正人                    | 津幡佳明   |
| 第4話  | 18号关卡 | アスランの試練             | 你秒全场我秒你             | 李豪凌            | 李豪凌 周帆 安藤健 | 菱川直樹 | 門智昭、向山祐治                        | 津幡佳明   |
| 第4話  | 19号关卡 | 最後のカウントダウン       | 输血前请查清血型           | 李豪凌            | 李豪凌 周帆 安藤健 | 菱川直樹 | 門智昭、向山祐治                        | 津幡佳明   |
| 第5話  | 20号关卡 | ゼロの扉                   | 突破天际的财富             | 李豪凌            | 李豪凌 安藤健      | 武市直子 | 飯飼一幸、永田正美 森田実               | 津幡佳明   |
| 第5話  | 21号关卡 | 鏡超しの再会               | 血多就可以任性地直面攻击！ | 李豪凌            | 周帆 李豪凌 安藤健 | 武市直子 | 飯飼一幸、森田実                        | 津幡佳明   |
| 第6話  | 22号关卡 | 暴乱の藍田玉               | 傲娇猴哥生气了！           | 李豪凌            | 李豪凌 安藤健      | 菱川直樹 | 永田正美、谷川亮介 向山祐治、門智昭     | 津幡佳明   |
| 第6話  | 23号关卡 | ビリオンプレイヤー         | 出发！去十字要塞           | 李豪凌            | 李豪凌 安藤健      | 菱川直樹 | 永田正美、向山祐治 門智昭、本多みゆき   | 津幡佳明   |

### 放送局
| 放送期間                | 放送時間           | シーズン | 備考           |
| ----------------------- | ------------------ | -------- | -------------- |
| 2017年4月1日 - 6月17日  | 土曜 21:00 - 21:15 | 第1期    | エムキャス対応 |
| 2018年1月13日 - 2月17日 | 土曜 21:00 - 21:30 | 第2期    |                |

| 配信期間                | 配信時間             | 配信サイト                          |
| ----------------------- | -------------------- | ----------------------------------- |
| 2017年4月1日 - 6月17日  | 土曜 22：00 - 22：30 | ニコニコ生放送                      |
|                         | 月曜                 | TSUTAYA TV                          |
|                         | 月曜 12：00 更新     | dアニメストア                       |
|                         | 月曜 23：00 - 23：14 | AbemaTV                             |
| 2017年4月8日 - 6月24日  | 土曜 22：00 更新     | 楽天ショウタイム / ビデオマーケット |
| 2017年4月9日 - 6月25日  | 日曜 22：00 更新     | U-NEXT / GYAO! / music.jp           |
| 2017年4月10日 - 6月26日 | 月曜12：00           | ふらっと動画                        |
| 2017年4月11日 - 6月27日 | 火曜                 | ジャンバリTV                        |
| 2017年4月15日 - 7月1日  | 土曜                 | VIDEX.jp                            |
|                         | 土曜 22：00 更新     | amazonビデオ                        |
|                         | 土曜 10：00 更新     | DMM.com                             |